# Bleep (site web)
Pour les articles homonymes, voir Bleep.
 (juin 2025).
Bleep est un magasin de musique en ligne, et filiale du label discographique indépendant britannique Warp Records. Bleep propose des pistes ou des albums entiers en téléchargement aux formats MP3 et FLAC, sans gestion de droits numériques, ainsi que des éditions sur support physique (CD ou vinyle) depuis sa fusion avec Warpmart.

## Histoire
Bleep est lancé le 14 janvier 2004 comme magasin en ligne pour le label Warp Records. Le site augmente rapidement son catalogue en incluant d'autres labels, devenant suffisamment populaire pour recevoir un Webby Award le 7 mai 2004 dans la catégorie musique, avec iTunes, Beatport, Live365 et musicplasma. En 2006, Bleep dépasse le seuil du million de téléchargement ; le site web reçoit en octobre 2006 le UK Digital Music Award dans la catégorie « meilleur magasin de musique ». En novembre 2008, Bleep fusionne avec Warpmart, ancien magasin de Warp destiné à ses éditions sur support physique.

## Caractéristiques
Le site est conçu par deux agences associées depuis longtemps au label Warp, The Designers Republic et Kleber Design.
L'intégralité des pistes et des albums peut être pré-écoutée avant achat. Cette fonction ne joue cependant que des segments continus de 30 secondes, encodés à 90 kbit/s.
Les téléchargements proposés par Bleep sont libres de gestion des droits numériques. Tous les téléchargements sont disponibles au format MP3. La plupart sont encodés grâce à LAME. Depuis janvier 2006, tous les fichiers MP3 sont encodés à 320 kbit/s. Bleep offre également des versions FLAC de certains de ses téléchargements, à un prix plus élevé. Des versions WAV non-compressées sont également disponibles.
L'offre musicale de Bleep couvre 300 labels indépendants différents. En dehors de Warp, les labels proposés incluent Domino, XL, One Little Indian, Rephlex, Ninja Tune, Planet Mu, !K7, Stones Throw et Twisted Nerve.
D'après son site, Bleep reverserait aux artistes la moitié du prix d'achat (après déduction des coûts de fonctionnement). Les fichiers peuvent être achetés par carte de crédit ou de débit, ou via PayPal.